# Crézières
Crézières  is een plaats en voormalige gemeente in het Franse departement Deux-Sèvres in de regio Nouvelle-Aquitaine en telt 57 inwoners (2009). De plaats maakt deel uit van het arrondissement Niort.

## Geschiedenis
Crézières maakte deel uit van het Kanton Chef-Boutonne tot dit op 22 maart 2015 werd opgeheven en de gemeenten werden opgenomen in het kanton Melle. Op 1 januari 2019 werden de gemeente opgeheven en opgenomen in de gemeente Chef-Boutonne.

## Geografie
De oppervlakte van Crézières bedraagt 4,2 km², de bevolkingsdichtheid is dus 13,6 inwoners per km².
De onderstaande kaart toont de ligging van Crézières met de belangrijkste infrastructuur en aangrenzende gemeenten.

## Demografie
Onderstaande figuur toont het verloop van het inwonertal.